# Dirachma socotrana
Dirachma socotrana är en tvåhjärtbladig växtart som beskrevs av Schweinf och Isaac Bayley Balfour. Dirachma socotrana ingår i släktet Dirachma och familjen Dirachmaceae. Inga underarter finns listade i Catalogue of Life.